# 巴西天馬航空402號班機空難
巴西天馬航空402號班機是巴西天馬航空（TAM Linhas Aéreas）一班由孔戈尼亚斯/圣保罗机场飛往圣杜蒙特机场的地區性航班。1996年10月31日，一架執行此航班任務的福克100客機在自聖保羅起飛後不久後墜毀，造成包括地面4人在內的99人罹難。

## 起因與調查
該事故起因於出事的福克100在爬升階段時，2號引擎的推力反向器疑似因為控制迴路短路故障而突然開啟，飛機立刻向右傾斜，撞上鬧市區的一棟大樓。
調查發現雖然FK100有安全系統能在引擎推力反向器打開時自動將油門後退至怠速，但不會有推力反向器打開的警告，只有自動油門斷開的警告，讓組員誤以為自動油門故障，強制2號引擎自動油門回到最大，讓飛機爬升，副機師與安全系統互搶引擎控制權導致纜線承受過大力道斷開，於是1號引擎以最大推力爬升，2號引擎卻以最大推力反向，導致飛機失控右偏，最終墜毀。雖然事前就有機員是否要接受推力反向器起飛時打開的訓練的問題，但福克表示此問題極為罕見，不足10億飛行小時分之一，所以並未增加此訓練項目也是肇因之一。
事後福克新增了推力反向器打開時的警報，相關航空公司的機組員也新增推力反向器起飛時打開的訓練。

## 類似事故
- 勞達航空004號班機空難
- 巴西天馬航空3054號班機空難

## 外部連結
- 最终报告 （页面存档备份，存于）（英文） - CENIPA（英语：Aeronautical Accidents Investigation and Prevention Center）
- 最终报告 （页面存档备份，存于）（葡萄牙文） - CENIPA（英语：Aeronautical Accidents Investigation and Prevention Center）
- "At least 100 die in Brazil plane crash （页面存档备份，存于）," CNN
- 航空安全网上的事故资料

- Reproduction animation of TAM Linhas Aéreas Flight 402 （页面存档备份，存于）
- Image of the Number 1 Livery （页面存档备份，存于） 來自Airliners.net